# X 1 (sommergibile Italia)
L’X 1 è stato un sommergibile della Regia Marina, ex U-Boot austro-tedesco.

## Caratteristiche
Lo scafo del sommergibile era costituito da sezioni circolari, con serbatoi di carburante e doppifondi interni. A prua erano situati i 6 pozzi delle mine, di un metro di diametro e con inclinazione verso poppa; ognuno dei pozzi poteva contenere due mine.

## Storia

### Il servizio per le Marine tedesca ed austroungarica
Completato nel maggio 1915 come UC 12 per la Kaiserliche Marine, apparteneva alla classe «UC I».
Appena ultimato fu ceduto alla k.u.k. Kriegsmarine, smontato in sezioni e inviato a Pola tramite ferrovia; con il nuovo nome di U 24 e bandiera austroungarica, ma equipaggio tedesco, operò nell'Adriatico effettuando la posa di vari campi minati. In tutto svolse, dal 27 giugno 1915 al 16 marzo 1916, sette missioni, che portarono all'affondamento di sei navi, per complessive 3289 tsl:
- il 16 febbraio 1916 il piroscafo francese Memphis (2382 tsl), che urtò una mina sulla rotta Corfù-Durazzo e, trainato in quest'ultimo porto, vi affondò per i danni tre giorni dopo[4];
- il 21 febbraio la nave ospedale italiana Marechiaro (412 tsl), saltata su una mina al largo di Capo Laghi (Durazzo) con perdite umane comprese tra le 33 e le oltre 200 vittime[5];
- il 23 febbraio il dragamine/cacciasommergibili italiano Monsone (249 t), saltato su una mina al largo di Durazzo[6];
- il 26 febbraio il peschereccio-vedetta britannico HMD Lily Reach (88 tsl), saltato su una mina nei pressi di Durazzo con dieci morti[7];
- il 3 marzo il peschereccio-vedetta inglese HMD Boy Harold (74 tsl), saltato su una mina al largo di Brindisi con 7 vittime[8];
- l'8 marzo il peschereccio-vedetta inglese HMD Enterprise II (84 tsl), saltato su una mina nei pressi di Brindisi con la morte di 8 uomini[9].

Il 16 marzo 1916 l’U 24, intento a posare un altro campo minato nel golfo di Taranto, fu investito dallo scoppio accidentale di uno degli ordigni e – spezzato in due – affondò rapidamente nel punto 40°27' N e 17°11' E, con la morte di tutti i 15 uomini dell'equipaggio.

### Il recupero ed il servizio per la Regia Marina
Subito dopo l'affondamento, il relitto dell’U 24 venne individuato da palombari della Regia Marina a 1700 metri dalla riva e si decise di tentarne il recupero, visto che giaceva in acque basse (31 metri di profondità) e che la divisione in due parti, avvenuta a causa dell'esplosione, facilitava l'opera di sollevamento del relitto.
I lavori ebbero inizio già il 18 marzo 1916, appena due giorni dopo l'affondamento, e si protrassero, con l'impiego di un pontone a gru semovente, per circa due settimane; il 4 aprile entrambi i tronconi del relitto erano stati recuperati.
Portato in bacino di carenaggio nell'Arsenale di Taranto, le due sezioni furono esaminate dal colonnello del Genio Navale Curio Bernardis (uno dei principali progettisti di sommergibili della Regia Marina) che le giudicò in discrete condizioni e tali da consentire una ricostruzione del sommergibile. Erano infatti integre, e riparabili , tutta la parte di scafo centrale e prodiera, inclusa la torretta, nonché sette metri del troncone di poppa.
I lavori di ricostruzione procedettero con notevole rapidità, tanto che, ad un anno dal recupero, il sommergibile, ribattezzato X 1, entrò in servizio sotto la nuova bandiera: si trattava del primo sommergibile posamine della Regia Marina. Dallo studio del relitto dell’U 24 fu possibile ricavare il progetto di altre due unità, l’X 2 e l’X 3, primi sommergibili posamine costruiti in Italia, che risultarono però di mediocre riuscita.
L’X 1 fu di base a Venezia, inquadrato nella I Squadriglia Sommergibili, con temporanee dislocazioni a Porto Corsini.
Il 25 ottobre 1917 svolse la sua prima missione di posa di mine, posando un campo minato nei pressi dell'isola di Unie.
Il 20 maggio 1918 (al comando del tenente di vascello Aldo Castellani) fu inviato al largo di Porto Cigale (Lussino), per effettuare la posa di un altro campo di dodici mine.
Tra luglio ed ottobre svolse altre missioni di posa di campi minati lungo la costa dalmata: un primo sbarramento fu posato all'altezza di Punta Nera, un secondo nella Baia Molini ed un terzo al largo di Capo Promontore; nel novembre 1918 penetrò nel Golfo del Quarnaro, rischiando di saltare su campi minati austroungarici, per posare un altro sbarramento di mine.
In seguito all'armistizio di Villa Giusti prese possesso, al comando del tenente di vascello Mario Viotti, di Buie (Istria).
Avendo assolto al suo compito di prototipo e in considerazione dei danni riportati nell'affondamento, fu radiato pochi mesi dopo il termine della guerra e avviato alla demolizione.